# Amphicnemis madelenae
Amphicnemis madelenae – gatunek ważki z rodziny łątkowatych (Coenagrionidae).